# Philodromus minutus
Philodromus minutus är en spindelart som beskrevs av Banks 1892. Philodromus minutus ingår i släktet Philodromus och familjen snabblöparspindlar. Inga underarter finns listade i Catalogue of Life.